# 아브라함 링컨 VS 좀비
《아브라함 링컨 VS 좀비》(Abraham Lincoln vs. Zombies)는 미국에서 제작된 리처드 쉔크만 감독의 2012년 공포, 액션, 코미디 영화이다. 빌 오버스트 주니어 등이 주연으로 출연하였다.
이 영화는 20세기 폭스 영화 링컨: 뱀파이어 헌터의 목버스터이다.

## 출연

### 주연
- 빌 오버스트 주니어
- 켄트 이글하트
- 리애너 반 헬튼
- 데브라 크리텐든

### 조연
- 버니 에스크
- 리처드 쉔크만
- 제이슨 베일

## 제작
캐스팅은 2012년 1월 이루어졌다.